# Gabrica, Kaçanik
Gabrica (albanska: Gabrica, serbiska: Gabrica) är en by i Kosovo. Den ligger i kommunen Kaçanik. Enligt den senaste folkräkningen år 2011 fanns det 493 invånare.

## Demografi
| Demografi | 2011 |
| --------- | ---- |
| albaner   | 492  |
| bosnier   | 1    |